# Эрконвальд
Святой Эрконвальд (ум. 693) — епископ Лондонский в 675—693 годах. Святой покровитель Лондона.
День памяти — 30 апреля (13 мая).

## Жизнь
Эрконвальд родился в Линдси и вероятно принадлежал к королевскому роду. Он пожертвовал унаследованные деньги на строительство двух бенедиктинских монастырей: мужского аббатства Чертси в Суррее в 666 году и женского Баркингского аббатства. Его сестра Этельбурга стала аббатисой Баркинга, а он сам — аббатом Чертси.
В 675 году Феодор, архиепископ Кентерберийский, назначил Эрконвальда епископом Лондонским на смену скончавшемуся за три года до этого епископу Вине. На этом посту он внёс вклад в кодекс законов короля Уэссекса Ине, и упоминается непосредственно в самом кодексе как один из составителей. В 677 году он обратил короля Эссекса Себби в христианство. Современные историки приписывают Эркенвальду большую роль в эволюции англосаксонских хартий; вполне возможно, что он разработал хартию Кэдваллы для Фарнхема. Король Ине Уэссекский назвал Эрконвальда советником по части составления законов.
Эрконвальд умер в 693 году и был похоронен в соборе Святого Павла. В Средние века к его могиле стекались паломники; наряду с другими его гробница была уничтожена во время Реформации.